# Asenovgrad
Asenovgrad (Bulgaars: Асеновград) is een stad in zuidelijk Bulgarije. De stad ligt ten noorden van het Rodopegebergte aan de Tsjaja en telt ongeveer 50.000 inwoners. Asenovgrad behoort administratief gezien tot de oblast Plovdiv en ligt ongeveer 20 km ten zuidoosten van de stad Plovdiv.

## Geschiedenis
Asenovgrad heette tot 1934 Stanimaka (Bulgaars: Станимака). In dat jaar kreeg de stad de naam van de 13e-eeuwse Bulgaarse tsaar Ivan Asen II. Het door deze tsaar gebouwde fort (Asenova krepost) is thans de belangrijkste trekpleister van de stad. Het fort heeft een strategische ligging in de Rodopen met uitzicht over de Tsjaja.
Tot de gemeente behoort ook het kleine dorpje Kosovo, dat vele architectonische en culturele monumenten herbergt.

## Bevolking
Op 31 december 2019 telde de gemeente Asenovgrad 60.517 inwoners, waarvan 48.483 inwoners in de stad Asenovgrad en
12.034 inwoners in 28 verschillende dorpen op het platteland. De grootste dorpen zijn: Topolovo (c. 2.500 inwoners), Bojantsi (c. 1.550 inwoners) en Moeldava (c. 1.360 inwoners).
| stad Asenovgrad     | 20.121 | 23.479 | 27.779 | 41.880 | 48.354 | 47.061 | 52.360 | 51.936 | 50.846 | 48.483 |
| gemeente Asenovgrad | 48.094 | 54.127 | 55.590 | 64.564 | 68.982 | 72.451 | 69.109 | 67.235 | 64.034 | 60.517 |

### Etniciteit
In de stad Asenovgrad wonen vooral etnische Bulgaren (79%), maar er is ook een significante gemeenschap van etnische Turkse aanwezig (19%).
De bevolking van de gemeente Asenovgrad bestaat voor 78% uit etnische Bulgaren, ongeveer 20% behoort tot de Turkse minderheid van Bulgarije en zo’n 1% behoort tot de Roma.
| Etnische groep   | volkstelling 1992 | volkstelling 1992 | volkstelling 2001 | volkstelling 2001 | volkstelling 2011 | volkstelling 2011 | volkstelling 2011  |
| Etnische groep   | Aantal            | %                 | Aantal            | %                 | Aantal            | % (totaal)        | % (gespecificeerd) |
| ---------------- | ----------------- | ----------------- | ----------------- | ----------------- | ----------------- | ----------------- | ------------------ |
| Bulgaren         | 52.793            | 77,42             | 50.532            | 75,16             | 45.252            | 70,67             | 77,68              |
| Turken           | 14.257            | 20,90             | 14.621            | 21,75             | 11.826            | 18,47             | 20,30              |
| Roma             | 928               | 1,36              | 1.063             | 1,58              | 633               | 0,99              | 1,09               |
| Andere groepen   | 197               | 0,29              | 175               | 0,26              | 106               | 0,17              | 0,19               |
| Onbekend         | 13                | 0,02              | 705               | 1,05              | 451               | 0,70              | 0,77               |
| Ongespecificeerd | .                 | .                 | 139               | 0,21              | 5.776             | 9,02              | .                  |
| Totaal           | 68.188            | 100,00            | 67.235            | 100,00            | 64.034            | 100,00            | 100,00             |

### Religie
Volgens de optionele volkstelling van 2011 is het christendom de grootste religie in de gemeente Asenovgrad. Circa 73,2% van de bevolking is lid van de Bulgaars-Orthodoxe Kerk. Ongeveer 0,7% is lid van de verschillende protestantse denominaties en zo’n 0,2% is lid van de Katholieke Kerk. Buiten het christendom is ook de islam sterk vertegenwoordigd in Asenovgrad. Volgens de volkstelling van 2011 is zo’n 21,7% van de bevolking islamitisch. Dit zijn voornamelijk Bulgaarse Turken, maar ook de meerderheid van de Roma-gemeenschap. De rest van de bevolking heeft geen antwoord gegeven of behoort tot andere religieuze groeperingen.
| Religieuze samenstelling in februari 2011 | Religieuze samenstelling in februari 2011 | Religieuze samenstelling in februari 2011 | Religieuze samenstelling in februari 2011 | Religieuze samenstelling in februari 2011 |
| ----------------------------------------- | ----------------------------------------- | ----------------------------------------- | ----------------------------------------- | ----------------------------------------- |
|                                           |                                           |                                           |                                           |                                           |
| Bulgaars-Orthodoxe Kerk                   | Bulgaars-Orthodoxe Kerk                   |                                           | 73,2%                                     | 73,2%                                     |
| Katholieke Kerk                           | Katholieke Kerk                           |                                           | 0,2%                                      | 0,2%                                      |
| Protestantisme                            | Protestantisme                            |                                           | 0,7%                                      | 0,7%                                      |
| Islam                                     | Islam                                     |                                           | 21,7%                                     | 21,7%                                     |
| Geen                                      | Geen                                      |                                           | 1,1%                                      | 1,1%                                      |
| Anders/ Onbekend                          | Anders/ Onbekend                          |                                           | 3,1%                                      | 3,1%                                      |

## Economie
Asenovgrad is in Bulgarije beroemd om de bruidsjurken van onovertroffen kwaliteit die er gemaakt worden. In de streek rond de stad wordt wijnbouw beoefend.

## Zustersteden
- Naousa, Griekenland.
- Kilkis, Griekenland.
- Prilep, Noord-Macedonië.
- Stary Oskol, Rusland.